# Caleb Bragg
Caleb Bragg, ameriški dirkač, * 23. november 1885, Cincinnati, Ohio, ZDA, † 24. oktober 1943, New York, New York, ZDA.
Bragg je nastopil na treh dirkah Indianapolis 500, v letih 1911, 1913 in 1914. Na dirki leta 1913 je osvojil najboljši štartni položaj, toda na vseh treh dirkah je odstopil. Trikrat je nastopil tudi na dirki za Veliko nagrado ZDA v moštvu Fiat SpA z dirkalnikom Fiat S74, v letih 1911, ko je bil četrti, in 1912, ko je z zmago dosegel svoj največji uspeh kariere ter kot privatnik z Mercerjem leta 1915. ko je sredi dirke odnehal zaradi dežja kot še dvanajsterica drugih dirkačev. Umrl je leta 1943. 